# Newsteadia turbinespina
Newsteadia turbinespina är en insektsart som beskrevs av Miller och Ferenc Kozár 2002. Newsteadia turbinespina ingår i släktet Newsteadia och familjen vaxsköldlöss.
Artens utbredningsområde är Tanzania. Inga underarter finns listade i Catalogue of Life.